# Liste der Gouverneure von Mato Grosso

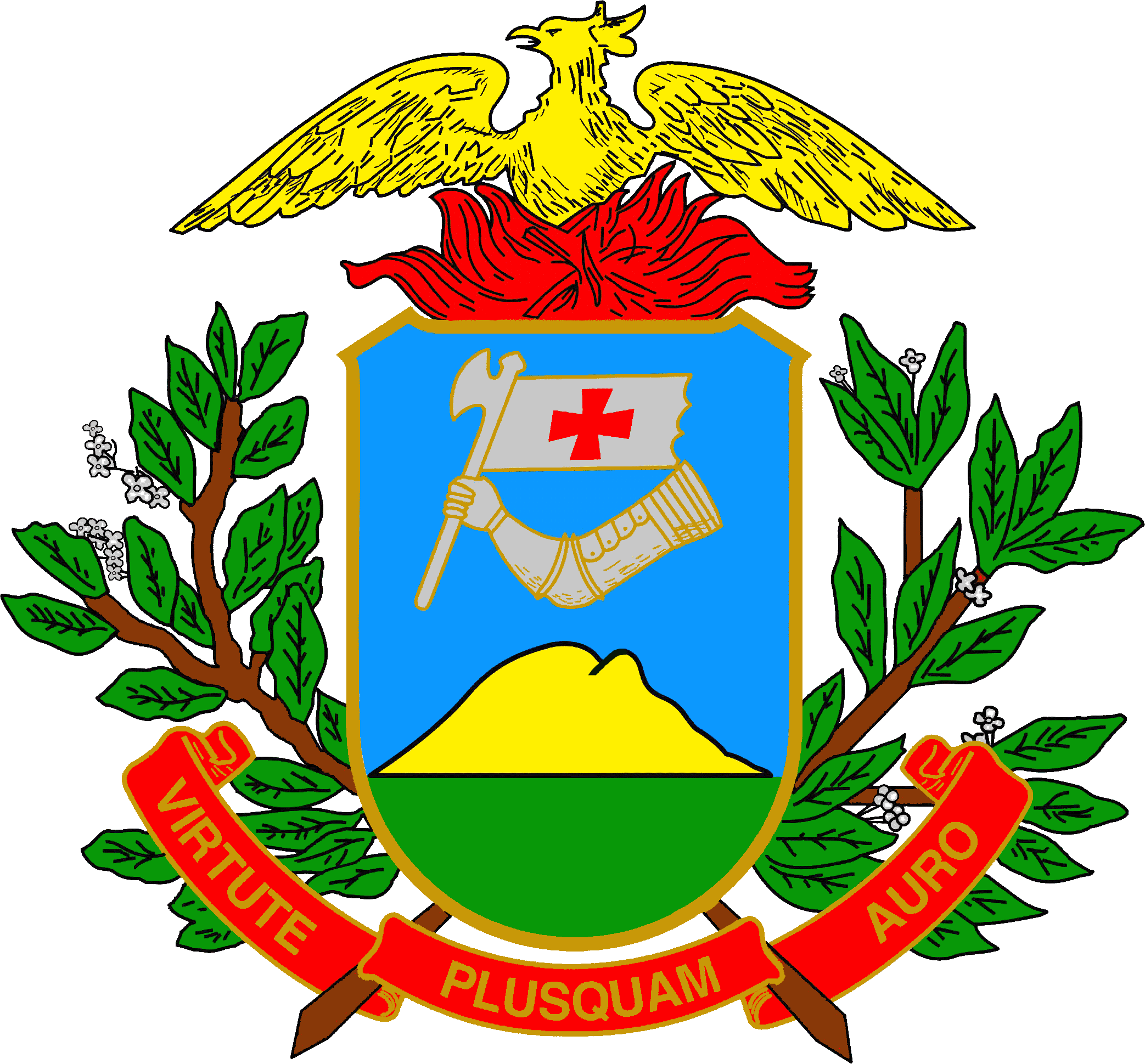
Wappen von Mato Grosso

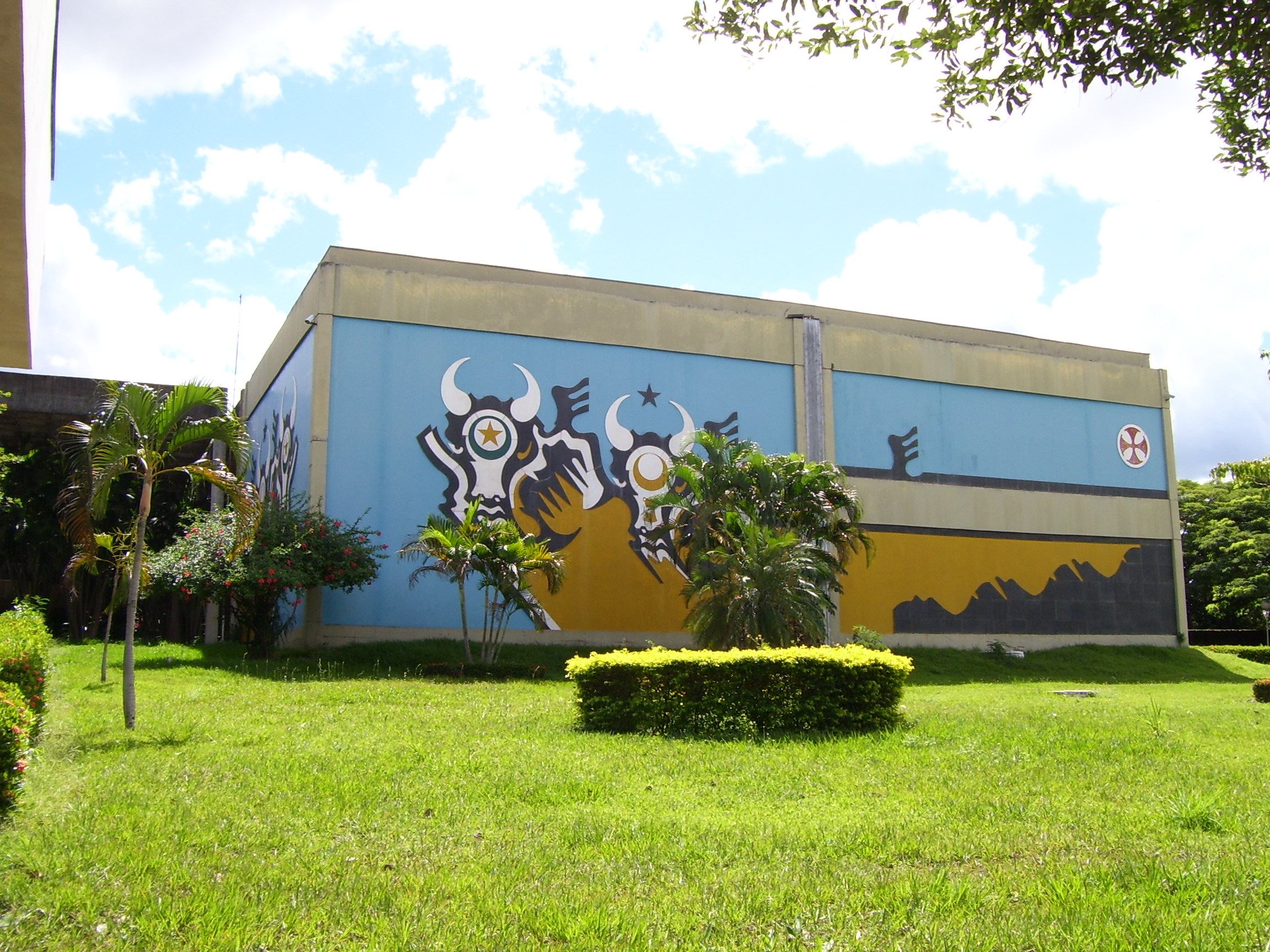
Palácio Paiaguas, Amtssitz des Gouverneurs

Die Liste der Gouverneure von Mato Grosso gibt einen Überblick über die Gouverneure des brasilianischen Bundesstaats Mato Grosso seit der Sechsten Republik.
Amtssitz des Gouverneurs ist seit 1975 der Palácio Paiaguas in Cuiabá.

## Geschichte
Die eigenständige Regierungsgeschichte von Mato Grosso geht bis 1748 zurück, als das Gebiet als Kapitanat Mato Grosso ebenso wie das Kapitanat Goiás aus dem Kapitanat São Paulo ausgegliedert wurde.  Bei Errichtung des Kaiserreich Brasiliens wurde es von 1821 bis 1889 die Provinz Mato Grosso, bei Ausrufung der Republik Brasilien der Estado de Mato Grosso.

## Neue (Sechste) Republik
| Nr. | Name                       | Bild         | Partei                       | Beginn der Amtszeit | Ende der Amtszeit |
| --- | -------------------------- | ------------ | ---------------------------- | ------------------- | ----------------- |
| 47  | Wilmar Peres de Faria      |              | PDS                          | 15. Mai 1986        | 15. März 1987     |
| 48  | Carlos Bezerra             |              | PMDB                         | 15. März 1987       | 2. Apr. 1990      |
| 49  | Edison Freitas de Oliveira |              | PMDB                         | 2. Apr. 1990        | 15. März 1991     |
| 50  | Jayme Campos               |              | PFL                          | 15. März 1991       | 1. Jan. 1995      |
| 51  | Dante de Oliveira          |              | PDT                          | 1. Jan. 1995        | 1. Jan. 1999      |
| 51  | Dante de Oliveira          | PSDB         | 1. Jan. 1999                 | 6. Apr. 2002        |                   |
| 52  | Rogério Salles             |              | PSDB                         | 6. Apr. 2002        | 1. Jan. 2003      |
| 53  | Blairo Maggi               |              | PPS                          | 1. Jan. 2003        | 1. Jan. 2007      |
| 53  | Blairo Maggi               | 1. Jan. 2007 | PPS                          | 31. März 2010       |                   |
| 54  | Silval Barbosa             |              | PMDB                         | 31. März 2010       | 1. Jan. 2011      |
| 54  | Silval Barbosa             | 1. Jan. 2011 | PMDB                         | 1. Jan. 2015        |                   |
| 55  | Pedro Taques               |              | PSDB                         | 1. Jan. 2015        | 1. Jan. 2019      |
| 56  | Mauro Mendes               |              | Democratas                   | 1. Jan. 2019        | amtierend         |
| 56  | Mauro Mendes               | UNIÃO        | 1. Jan. 2023 (wiedergewählt) |                     |                   |